# Fetonte (figlio di Eos)
Nella mitologia greca, Fetonte era il nome di uno dei figli di Eos e Cefalo, da non confondere con il più noto Fetonte figlio di Elio e quindi suo cugino. Apollodoro lo fa invece figlio di Eos e Titono, mentre Pausania di Cefalo e Emera, tuttavia quest'ultimo autore identifica spesso Eos con Emera.

## Mitologia
Fetonte fu rapito da Afrodite quando era ancora un bambino, per farne un custode dei suoi templi. In seguito fu amato dalla dea, ed ebbe con lei il figlio Astinoo. Astinoo fu padre di Sandoco, a sua volta padre del re di Cipro Cinira.
Secondo i Minoici, era la rappresentazione della Stella del Mattino e della Sera.